# إتش تي سي تاتو
إتش تي سي تاتو (بالإنجليزية: HTC Tattoo) وهو الجوال الرابع في لائحة جوالات إتش تي سي التي تعمل على نظام غوغل أندرويد.